# Georges Chappe
Georges Chappe (Marsella, 5 de març de 1944) va ser un ciclista francès, que fou professional entre 1965 i 1972. Era anomenat Jojo entre els seus companys. Els seus èxits més destacats foren la victòria en una etapa del Tour de França el 1968 i el Critèrium Internacional, el 1970.

## Palmarès
- 1963
  -  Campió del món amateur de contrarellotge per equips (amb Michel Bechet, Marcel-Ernest Bidault i Dominique Motte)
- 1965
  - 1r de la Promotion Pernod
  - 1r a Sanvignes
  - 1r a Plonéour-Lavern
- 1967
  - 1r a la París-Camembert
- 1968
  - Vencedor d'una etapa al Tour de França
- 1969
  - 1r a Grand-Bourg
- 1970
  - 1r al Critèrium Internacional
  - 1r al Pernod-Super Prestige
  - 1r al GP Petit Varois
  - 1r a la París-Camembert
- 1971
  - Vencedor d'una etapa de la Volta a Portugal
- 1972
  - 1r a Lamballe
  - 1r a Vailly-sur-Sauldre
  - Vencedor d'una etapa del Tour de l'Oise

### Resultats al Tour de França
- 1965. Abandona (10a etapa)
- 1967. 37è de la classificació general
- 1968. 42è de la classificació general. Vencedor d'una etapa
- 1969. Abandona (2a etapa)
- 1970. 84è de la classificació general
- 1971. 94è de la classificació general
- 1972. 50è de la classificació general

### Resultats a la Volta a Espanya
- 1965. 36è de la classificació general
- 1967. 56è de la classificació general
- 1971. 61è de la classificació general